# Собор Святого Георгия (Аддис-Абеба)
Собор Святого Георгия — собор Эфиопской православной церкви в г. Аддис-Абебе (Эфиопия). Его отличает характерная восьмигранная форма. Собор находится в северном конце улицы Черчилль Роуд (Churchill Road).

## Описание
Собор был построен по проекту архитектора Себастьяно Кастанья (Sebastiano Castagna) военнопленными итальянцами, попавшими в плен под Адуа в 1896 году, и был назван в честь Святого Георгия после того, как табот (Tabot) или Ковчег Завета этой церкви был перевезён к месту сражения при Адуа, где эфиопская армия одержала победу над итальянцами. Здание собора описывалось в 1938 году в одном итальянском издании для туристов как великолепный пример европейской интерпретации дизайна типичной эфиопской церкви. Итальянские фашисты сожгли собор во время войны в 1937 году. После освобождения страны в 1941 году собор был восстановлен императором Эфиопии.
В 1917 году в соборе короновалась императрица Заудиту, а в 1930 году там короновался император Хайле Селассие, поэтому собор Св. Георгия стал местом паломничества растафарианцев. При соборе работает музей, где экспонируется императорский трон и витражи работы эфиопского художника Афэуорка Тэкле. Учитывая причину присвоения собору имени Св. Георгия, в музее выставлено оружие, применявшееся в войнах с итальянцами, в том числе — изогнутые мечи, трезубцы и огромные шлемы, изготовленные из львиных грив.